# Záborčí
Záborčí je osada, část obce Malá Skála v okrese Jablonec nad Nisou. Nachází se v katastrálním území Vranové II, při jihozápadní hranici území Malé Skály s katastrálním územím Ondříkovice obce Frýdštejn, při východním okraji ondříkovického skalního a lesního komplexu Drábovna, podél místní komunikace vedoucí z Borku přes Převahy do Voděrad.

## Historie
První písemná zmínka o vesnici pochází z roku 1786.

## Rodáci
- Alois Liška (20. listopadu 1895 – 7. února 1977) – armádní generál